# Timiriaziew (obwód pawłodarski)
Timiriaziew (kaz. Тимирязев; ros. Тимирязево, Timiriaziewo) – wieś w Kazachstanie, w obwodzie pawłodarskim, w rejonie Uspien. W 2021 liczyła 271 mieszkańców.